# 花橋駅 (長沙市)
花橋駅（かきょうえき、中文表記: 花桥站、英文表記: Huaqiao station）は、中華人民共和国湖南省長沙市雨花区にある長沙地下鉄6号線の駅である。

## 駅周辺
- 双水湾体育公園
- 圭塘河
- 瀏陽河
- 圭塘河路